# Georges Pecheraud
Georges Pecheraud, né le 1er juillet 1925 à Saint-Pardoux-les-Cards (Creuse) et mort le 1er septembre 2017 à Noisy-le-Grand (Seine-Saint-Denis) , est un dirigeant français de natation.

## Biographie
Joueur de water-polo au Club des nageurs de Paris (CNP) dès 1941, Georges Pecheraud devient secrétaire général du club en 1943 à l'âge de 18 ans. Il est président du CNP de 1962 à 1995 et de 2007 à 2012, devenant par la suite président honoraire.
Président fondateur du Comité départemental de Paris de natation de 1968 à 1996, il devient en 1973 secrétaire général de la Fédération française de natation (FFN), président par intérim en 1974 du Comité d'Île-de-France de natation, et en 1987 vice-président de la FFN.
Il est également membre de l'Amicale des internationaux français de natation (AIFN), et en est le trésorier jusqu'à son décès en 2017, à l'âge de 92 ans,. Il est aussi membre du Comité directeur de la Fédération des internationaux du sport français (FISF) à partir de 1985.
En parallèle, il a assuré la direction du Centre de rééducation et réadaptation fonctionnelle de Villiers-sur-Marne et d'Ormesson jusqu'à l'âge de 67 ans.
En 2015, le CNP crée pour lui rendre hommage le « meeting Georges-Pecheraud », une compétition organisée annuellement à la piscine Roger-Le-Gall et labélisée par la FFN.

## Distinctions
Georges Pecheraud se voit décerner plusieurs décorations :
- Chevalier de l'ordre national du Mérite[3]
- Médaille de la jeunesse, des sports et de l'engagement associatif, or (1976)[3]
- Officier de l'ordre des Palmes académiques[3]
- Coq d'or de la Fédération des internationaux du sport français[3]
- Gloire du sport en 2018[4].